# Media Development Loan Fund
Media Development Loan Fund (MDLF) u New Yorku je prijavljena neprofitna korporacija i investicijski fond koji pruža povoljno financiranje medija u zemljama u kojima su mediji ugnjetavanji. Djeluje na području novinama, radiopostajama i TV tvrtki u Africi, Aziji, Latinskoj Americi, ZND, i tzv. "Balkana".
Daje podršku uglavnom povoljnim kreditima, putem poslovnog obrazovanja i savjetovanju a ima za cilj pomoći da novinarstvo postane komercijalno održivo, vjerujući da dugoročno samo financijski neovisni mediji mogu ostati urednički neovisni.
MDLF dugi niz godina je financirao i Feral Tribune a od 1. 5. 2002. godine je postao i suvlasnik.

## Povijest
MDLF je 1995. suosnovao i izvršni mu je direktor Srbin Saša Vučinić i Stuart Auerbach. Vučinić je bio glavni urednik i generalni direktor radija B92 u Beogradu kad je u ranim 1990-im. Naišao je je na podršku George Sorosa. Za MDLF također rade Elena Popović i Sava Tatić.

## Aktivnosti

### Financiranje
Od 1996. do 30. rujna 2011. MDLF je odobrio 110,6 milijuna dolara povoljnog financiranja, uključujući:
- 96,3 milijuna dolara u kreditima i vlasničkim ulaganjima;
- 13,8 milijuna dolara za tehničku pomoć i druge potpore;
- Zaradio preko 36 milijuna dolara kamata, dividenda i financijskih dobitaka.

Financirao je 250 projekata za 79 medijskih kuća u 27 zemalja.30. rujna 2011, MDLF portfelja iznosio 43,9 milijuna dolara u dospjelih kredita i investicija.
MDLFov utjecaj:
- 2009. preko 35 milijuna ljudi u zemljama u razvoju demokracije dobivaju vijesti od MDLFovih klijenata;[5]

## Mediji u Hrvatskoj
Media Development Loan Fund najveći je pojedinačni dioničar Novog lista i Glasa Slavonije
MDLF je osnovan 1995. godine, a Aleksandar (Saša) Vučinić, koji je na tu poziciju došao direktno iz Soroševe Zaklade za koju je radio tijekom rata u Pragu. Od 1990. do 1993. godine Saša Vučinić bio je direktor i glavni urednik beogradskog radija B-92. Osim Saše Vučinića, za MDLF također rade Elena Popović i Sava Tatić.
MDLF je dugo godina financirao i splitski Feral Tribune, a od 1. 5. 2002. godine je čak postao i suvlasnik. 